# Kent Logsdon
Kent Doyle Logsdon (n. secolul al XX-lea, Sewickley⁠(d), Pennsylvania, SUA) este un diplomat american care este desemnat în funcția de ambasador al SUA în Republica Moldova. Anterior a fost ambasador al SUA în Germania.

## Tinerețe
Născut în Sewickley⁠(d), Pennsylvania, Logsdon are o diplomă de master în Relații Internaționale de la Universitatea din Virginia și o diplomă de licență în științe guvernamentale de la Universitatea Notre Dame. 

## Carieră

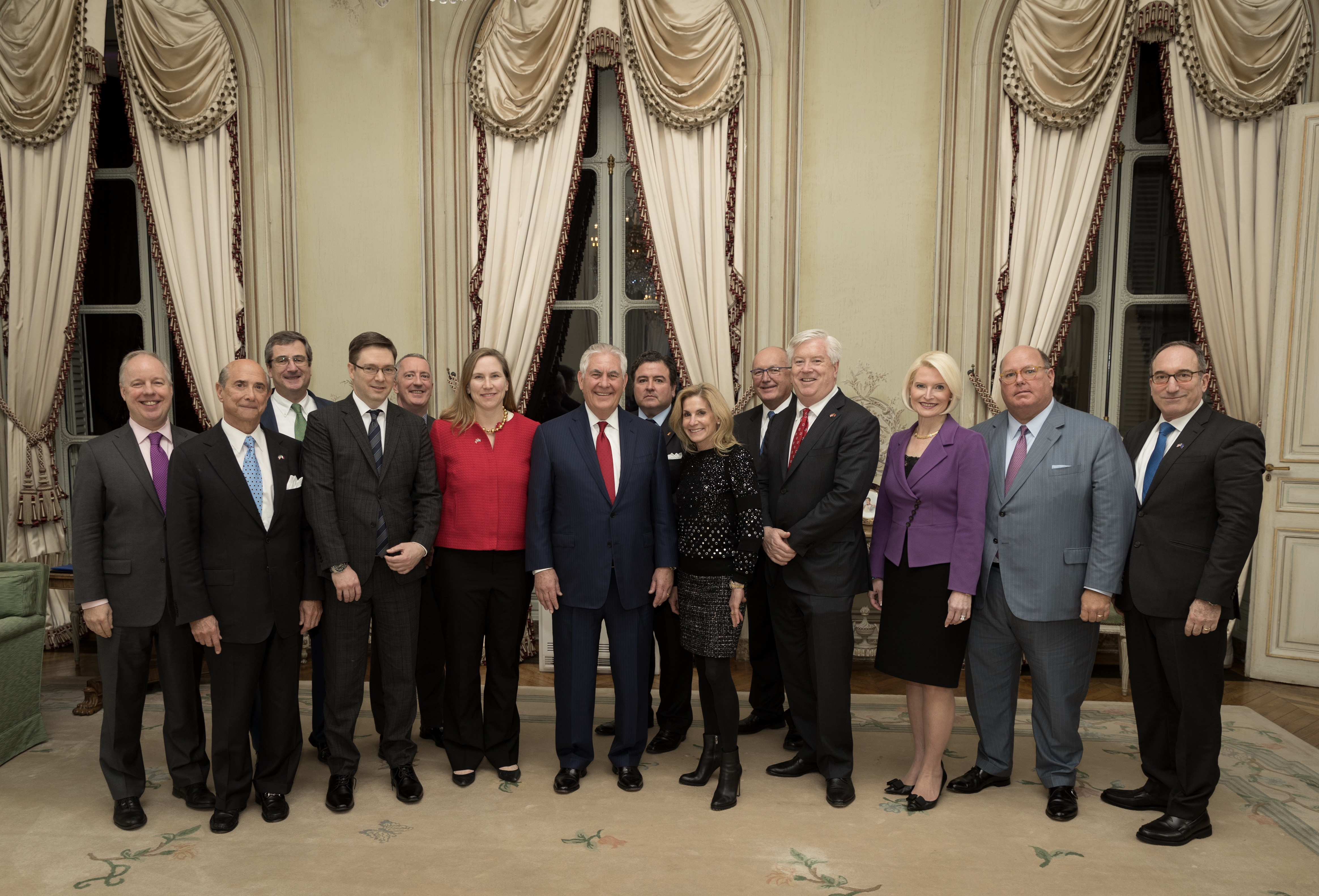
Secretarul de stat american Rex Tillerson întâlnindu-se cu ambasadorii și însărcinații cu afaceri în timpul unei întâlniri regionale a șefilor de misiune la Paris, 2018, cu Logsdon în stânga.

Ofițer al Serviciului Extern, Logsdon a fost șef de cabinet al subsecretarului pentru dezvoltare economică, energie și mediu Keith J. Krach, în perioada 30 septembrie 2019 - 30 iulie 2021. Anterior, a ocupat funcția de secretar adjunct principal al Biroului Resurse Energetice. El a ajuns în această funcție după ce a servit ca șef adjunct al misiunii la Ambasada SUA din Berlin, Germania, fiind însărcinat cu afaceri din ianuarie 2017 până în mai 2018.  Logsdon a fost șeful de cabinet al secretarului de stat adjunct pentru management și resurse din Washington, DC înainte de a merge la Berlin. 
Potrivit Departamentului de Stat, Logdson „și-a petrecut cea mai mare parte a carierei, de peste 34 de ani, în regiunea europeană și Eurasia”. Vorbește rusă, ucraineană, thailandeză și germană .  Într-un mesaj de salutare adresat cetățenilor Republicii Moldova înainte de a veni la Chișinău, acesta a declarat că învață limba română. 
La 13 iulie 2021, președintele Joe Biden și-a anunțat intenția de a-l numi pe Logsdon pentru a fi ambasadorul Statelor Unite în Moldova. Pe 15 iulie 2021, nominalizarea sa, a fost trimisă la Senat .  La 29 septembrie 2021, a avut loc o audiere cu privire la nominalizarea sa în fața Comisiei de Relații Externe a Senatului. Pe 19 octombrie 2021, nominalizarea sa a fost raportată favorabil în afara comisiei.  Pe 18 decembrie 2021, Senatul Statelor Unite a confirmat nominalizarea sa prin vot vocal. El așteaptă depunerea jurământului.